# Taku Hiraoka
Taku Hiraoka (jap. 平岡卓 Hiraoka Taku; ur. 29 października 1995 w Gose) – japoński snowboardzista, brązowy medalista olimpijski oraz wicemistrz świata.

## Kariera
Po raz pierwszy na arenie międzynarodowej pojawił się 31 stycznia 2009 roku w Takaifuji, gdzie w zawodach FIS Race zajął dziesiąte miejsce w halfpipe'ie. W 2010 roku wystartował na mistrzostwach świata juniorów w Cardronie, zdobywając złoty medal. Wynik ten powtórzył podczas rozgrywanych rok później mistrzostw świata juniorów w Valmalenco. W 2012 roku zdobył brązowy medal na igrzyskach olimpijskich młodzieży w Innsbrucku.
W Pucharze Świata zadebiutował 18 lutego 2011 roku w Stoneham, gdzie zajął drugie miejsce. Tym samym już w swoim debiucie nie tylko wywalczył pucharowe punkty, ale od razu stanął na podium. W zawodach tych rozdzielił dwóch rodaków: Ryō Aono i Kazu’umiego Fujitę. Najlepsze wyniki w osiągnął w sezonie 2011/2012, kiedy to zajął 5. miejsce w klasyfikacji generalnej AFU, a w klasyfikacji halfpipe’u był czwarty. W 2014 roku wywalczył brązowy medal na zimowych igrzyskach olimpijskich w Soczi, gdzie wyprzedzili go tylko Iouri Podladtchikov ze Szwajcarii i kolejny Japończyk, Ayumu Hirano. Na rozgrywanych rok wcześniej mistrzostwach świata w Stoneham zdobył srebrny medal, przegrywając tylko z Podladtchikovem. Był też między innymi czwarty podczas mistrzostw świata w Sierra Nevada w 2017 roku.

## Osiągnięcia

### Igrzyska olimpijskie
| Miejsce | Dzień     | Rok  | Miejscowość | Konkurencja | Zwycięzca           |
| ------- | --------- | ---- | ----------- | ----------- | ------------------- |
| 3.      | 11 lutego | 2014 | Soczi       | Halfpipe    | Iouri Podladtchikov |
| 13.     | 14 lutego | 2018 | Pjongczang  | Halfpipe    | Shaun White         |

### Mistrzostwa świata
| Miejsce | Dzień       | Rok  | Miejscowość   | Konkurencja | Zwycięzca           |
| ------- | ----------- | ---- | ------------- | ----------- | ------------------- |
| 9.      | 20 stycznia | 2011 | La Molina     | Halfpipe    | Nathan Johnstone    |
| 2.      | 20 stycznia | 2013 | Stoneham      | Halfpipe    | Iouri Podladtchikov |
| 5.      | 17 stycznia | 2015 | Kreischberg   | Halfpipe    | Scotty James        |
| 4.      | 11 marca    | 2017 | Sierra Nevada | Halfpipe    | Scotty James        |

### Puchar Świata

#### Miejsca w klasyfikacji generalnej
- - AFU[2]
- sezon 2010/2011: 14.
- sezon 2011/2012: 5.
- sezon 2012/2013: 13.
- sezon 2013/2014: 7.
- sezon 2014/2015: 43.
- sezon 2015/2016: 16.
- sezon 2017/2018: 12.

#### Miejsce na podium w zawodach
1. Stoneham – 18 lutego 2011 (halfpipe) - 2. miejsce
2. Stoneham – 23 lutego 2012 (halfpipe) - 2. miejsce
3. Soczi – 14 lutego 2013 (halfpipe) - 1. miejsce
4. Cardrona – 24 sierpnia 2013 (halfpipe) - 2. miejsce
5. Cardrona – 30 sierpnia 2015 (halfpipe) - 2. miejsce